# 嘉兴路 (元朝)
嘉兴路，元朝的路。
至元十三年（1276年）以嘉兴府改置，治所在嘉兴县（今浙江省嘉兴市），领录事司、一县：嘉兴县、两州：海盐州和崇德州。户四十二万六千六百五十六，口二百二十四万五千七百四十二。辖境约当今浙江省杭州湾以北（海宁市除外）、桐乡市以东地区。元末民变时，即龙凤十二年（1366年）十一月，吴王朱元璋政权又改为嘉兴府，直隶京师。